# Organização Internacional de Intersexuais
A Organização Internacional Intersexo (OII) é uma organização não-governamental registrada na Província de Quebec, no Canadá, cujo principal objetivo é a congregação de pessoas intersexo e estudiosos do assunto do mundo todo para debater os problemas e as necessidades das pessoas com algum grau de intersexuação, com o intuito de promover mais notoriedade à causa, assim como aprimoramento de tratamentos na área de saúde.
Fundada em 2003 no Canadá por Curtis Hinkle, apresenta ramificações na Argentina, na Austrália, na Bélgica, no Brasil, na França, na Grã-Bretanha, na Índia, na Espanha e na Suíça e nos Estados Unidos. No Brasil, a instituição é gerida pela sexóloga Wal Torres, da Gendercare.

## Missão da OII
- Atuar em favor dos Direitos Humanos das pessoas intersexo.
- Encorajar a troca de ideias e a percepção de diferentes perspectivas sobre a intersexuação, considerando os vários grupos e as diferentes comunidades através do mundo.
- Informar, assessorar e procurar motivar e orientar os profissionais da área da saúde que trabalham com o diagnóstico e o tratamento de bebês e crianças com genitália atípica, para que compreendam as necessidades de seus pacientes, incluindo entre esses profissionais não apenas especialistas médicos e cirurgiões, mas também psicólogos, assistentes sociais, sexólogos, sociólogos e outros profissionais interessados nesse tema.
- Apoiar, orientar e informar as famílias e os amigos de pessoas intersexo, de forma que compreendam as dificuldades por que passam, e assim apoiem e co-participem.